# UFC Fight Night: Volkov vs. Aspinall
UFC Fight Night: Volkov vs. Aspinall（ユーエフシー・ファイトナイト：ヴォルコフ・バーサス・アスピナル、別名UFC Fight Night 204、UFC on ESPN+ 62）は、アメリカ合衆国の総合格闘技団体「UFC」の大会の一つ。2022年3月19日、イングランド・ロンドンのO2アリーナで開催された。

## 大会概要
本大会はアレキサンダー・ヴォルコフとトム・アスピナルのヘビー級戦が組まれた。
本大会には17,081人の観衆を動員し、O2アリーナ史上最高入場収益、UFCファイトナイトシリーズ史上最高入場収益を記録した。

## 試合結果

### プレリミナリーカード
第1試合 フライ級 5分3R
○  ムハンマド・モカエフ vs.  コーディ・ダーデン ×
1R 0:58 ギロチンチョーク
第2試合 女子ストロー級 5分3R
○  エリース・リード vs.  コーリー・マッケンナ ×
3R終了 判定2-1（27-30、29-28、29-28）
第3試合 バンタム級 5分3R
○  ジャック・ショア vs.  ティムール・バリエフ ×
3R終了 判定3-0（29-28、29-28、29-27）
第4試合 ライトヘビー級 5分3R
○  ポール・クレイグ vs.  ニキータ・クリーロフ ×
1R 3:57 三角絞め
第5試合 ヘビー級 5分3R
○  セルゲイ・パブロビッチ vs.  シャミル・アブドゥラヒモフ ×
1R 4:03 TKO（右アッパー→パウンド）
第6試合 フェザー級 5分3R
○  マクワン・アミルカーニ vs.  マイク・グランディ ×
1R 0:57 アナコンダチョーク

### メインカード
第7試合 ライト級 5分3R
○  イリア・トプリア vs.  ジャイ・ハーバート ×
2R 1:07 KO（右フック）
第8試合 女子フライ級 5分3R
○  モリー・マッキャン vs.  ルアナ・カロリーナ ×
3R 1:52 KO（右スピニングバックエルボー）
第9試合 ウェルター級 5分3R
○  グンナー・ネルソン vs.  佐藤天 ×
3R終了 判定3-0（30-26、30-26、30-26）
第10試合 ライト級 5分3R
○  パディ・ピンブレット vs.  カズラ・バルガス ×
1R 3:50 リアネイキドチョーク
第11試合 フェザー級 5分3R
○  アーノルド・アレン vs.  ダン・フッカー ×
1R 2:33 TKO（スタンドパンチ&肘打ち連打）
第12試合 ヘビー級 5分5R
○  トム・アスピナル vs.  アレキサンダー・ヴォルコフ ×
1R 3:45 ストレートアームバー

### 各賞
ファイト・オブ・ザ・ナイト：該当無し
パフォーマンス・オブ・ザ・ナイト：トム・アスピナル、アーノルド・アレン、パディ・ピンブレット、モリー・マッキャン、イリア・トプリア、マクワン・アミルカーニ、セルゲイ・パブロビッチ、ポール・クレイグ、ムハンマド・モカエフ
各選手にはボーナスとして5万ドルが授与された。

### カード変更
負傷などによるカードの変更は以下の通り。